# Lagurinis
Els lagurinis (Lagurini) són una tribu de rosegadors de la família dels cricètids. Les espècies vivents d'aquest grup són oriündes de l'Àsia central, però també se n'han trobat fòssils a l'est d'Europa. Es caracteritzen per tenir un paladar amb fosses postpalatals de diferents mides. Les seves dents molars manquen d'arrel. La secció del paracònid de l'm1 té un plec. Es tracta de talpons de mida petita a mitjana.